# Ranger Uranmine
Ranger Uranmine er en 79 km2 stor mine som ligger omgivet af Kakadu Nationalpark i Northern Territory i Australien, 230 kilometer øst for byen Darwin. Åremassen blev opdaget i 1969, og minen sattes i drift i 1980, og opnåede fuld produktionskapacitet af uranoxid i 1981. Der er udvundet 125.000 tons uranoxid fra minen. Minen drives af Energy Resources of Australia, som til 68 procent er et datterselskab af Rio Tinto Group.
Uran fra Ranger-minen sælges til atomkraftværker i Japan, Sydkorea, Storbritannien, Frankrig, Tyskland, Spanien, Sverige og USA.
Den oprindelige åremasse var fuldstændig udgravet i slutningen 1995, selvom noget af det stadig ligger oplagret. En anden åremasse kaldet Ranger 3 påbegyndte udgravning i 1997 – begge miner er dagbrud.